# Rosmalen Grass Court Championships 2019
Rosmalen Grass Court Championships 2019 (також відомий під назвою Libéma Open за назвою спонсора) — тенісний турнір, що проходив на відкритих кортах з трав'яним покриттям Autotron park у Росмалені (Нідерланди). Це був 30-й за ліком турнір. Належав до категорії 250 в рамках Туру ATP 2019, а також до категорії International в рамках Туру WTA 2019. Тривав з 10 до 16 червня 2019 року.

## Учасники основної сітки в рамках чоловічого турніру

### Сіяні учасники
| Країна    | Гравець           | Рейтинг1 | Сіяний |
| --------- | ----------------- | -------- | ------ |
| Греція    | Стефанос Ціціпас  | 6        | 1      |
| Хорватія  | Борна Чорич       | 15       | 2      |
| Австралія | Алекс де Мінор    | 25       | 3      |
| Іспанія   | Фернандо Вердаско | 27       | 4      |
| Бельгія   | Давід Ґоффен      | 29       | 5      |
| США       | Френсіс Тіафо     | 34       | 6      |
| Чилі      | Cristian Garín    | 37       | 7      |
| Франція   | Рішар Гаске       | 39       | 8      |

- 1 Рейтинг подано станом на 27 травня 2019.

### Інші учасники
Нижче наведено учасників, які отримали вайлд-кард на участь в основній сітці:
- Борна Чорич[2]
- Тіємо де Баккер
- Jurij Rodionov

Нижче наведено гравців, які пробились в основну сітку через стадію кваліфікації:
- Сальваторе Карузо
- Alejandro Davidovich Fokina
- Томмі Пол
- Яннік Сіннер

Як щасливий лузер в основну сітку потрапили такі гравці:
- Томас Фаббіано

### Відмовились від участі
До початку турніру
- Раду Албот → його замінив  Ugo Humbert
- Жеремі Шарді → його замінив  Томас Фаббіано
- Григор Димитров → його замінив  Lorenzo Sonego
- Дамір Джумгур → його замінив  Ніколас Джаррі
- Маккензі Макдоналд → його замінив  Аляж Бедене

## Учасники основної сітки в парному розряді

### Сіяні пари
| Країна          | Гравець       | Країна          | Гравець      | Рейтинг1 | Сіяний |
| --------------- | ------------- | --------------- | ------------ | -------- | ------ |
| Польща          | Лукаш Кубот   | Бразилія        | Марсело Мело | 6        | 1      |
| ПАР             | Равен Класен  | Нова Зеландія   | Майкл Венус  | 28       | 2      |
| Велика Британія | Джеймі Маррей | Велика Британія | Ніл Скупскі  | 35       | 3      |
| США             | Ражів Рам     | Велика Британія | Джо Солсбері | 47       | 4      |

- 1 Рейтинг подано станом на 27 травня 2019.

### Інші учасники
Нижче наведено пари, які отримали вайлдкард на участь в основній сітці:
- Тіємо де Баккер /  David Pel
- Ллейтон Г'юїтт /  Джордан Томпсон

Наведені нижче пари отримали місце як заміна:
- Андреас Сеппі /  Жуан Соуза

### Відмовились від участі
До початку турніру
- Жеремі Шарді

## Учасниці основної сітки в рамках жіночого турніру

### Сіяні пари
| Країна     | Гравчиня           | Рейтинг1 | Сіяна |
| ---------- | ------------------ | -------- | ----- |
| Нідерланди | Кікі Бертенс       | 4        | 1     |
| Білорусь   | Арина Соболенко    | 11       | 2     |
| Бельгія    | Елісе Мертенс      | 20       | 3     |
| Україна    | Леся Цуренко       | 27       | 4     |
| Хорватія   | Петра Мартич       | 31       | 5     |
| КНР        | Чжен Сайсай        | 45       | 6     |
| Словаччина | Вікторія Кужмова   | 46       | 7     |
| США        | Аманда Анісімова   | 51       | 8     |
| Бельгія    | Алісон ван Ейтванк | 54       | 9     |

- 1 Рейтинг подано станом на 27 травня 2019.

### Інші учасниці
Нижче наведено учасниць, які отримали вайлд-кард на участь в основній сітці:
- Дестані Аява
- Аранча Рус
- Бібіана Схофс

Нижче наведено гравчинь, які пробились в основну сітку через стадію кваліфікації:
- Паула Бадоса
- Їсалін Бонавентюре
- Прісцілла Хон
- Варвара Лепченко
- Грет Міннен
- Олена Рибакіна

Такі тенісистки потрапили в основну сітку як Щасливі лузери:
- Фіона Ферро
- Анна Калинська
- Крістіна Макгейл

### Відмовились від участі
До початку турніру
- Аманда Анісімова → її замінила  Анна Калинська
- Белінда Бенчич → її замінила  Крістина Плішкова
- Деніелл Коллінз → її замінила  Кароліна Мухова
- Петра Мартич → її замінила  Крістіна Макгейл
- Олена Остапенко → її замінила  Юганна Ларссон
- Андреа Петкович → її замінила  Мона Бартель
- Чжен Сайсай → її замінила  Фіона Ферро

## Учасниці основної сітки в парному розряді

### Сіяні пари
| Країна     | Гравчиня       | Країна     | Гравчиня          | Рейтинг1 | Сіяна |
| ---------- | -------------- | ---------- | ----------------- | -------- | ----- |
| США        | Ніколь Мелічар | Чехія      | Квета Пешке       | 29       | 1     |
| Нідерланди | Кікі Бертенс   | Нідерланди | Демі Схюрс        | 76       | 2     |
| Австралія  | Монік Адамчак  | США        | Кейтлін Крістіан  | 105      | 3     |
| Японія     | Аояма Сюко     | Сербія     | Александра Крунич | 115      | 4     |

- 1 Рейтинг подано станом на 27 травня 2019.

### Інші учасниці
Нижче наведено пари, які отримали вайлдкард на участь в основній сітці:
- Леслі Керкгове /  Бібіана Схофс
- Міхаелла Крайчек /  Аранча Рус

## Переможці та фіналісти

### Одиночний розряд, чоловіки
- Адріан Маннаріно —  Джордан Томпсон, 7–6(9–7), 6–3

### Одиночний розряд, жінки
- Алісон Ріск —  Кікі Бертенс, 0–6, 7–6(7–3), 7–5

### Парний розряд, чоловіки
- Домінік Інглот /  Остін Крайчек —  Маркус Даніелл /  Веслі Колгоф, 6–4, 4–6, [10–4]

### Парний розряд, жінки
- Аояма Сюко /  Александра Крунич —  Леслі Керкгове /  Бібіана Схофс, 7–5, 6–3